# Codex Basilensis

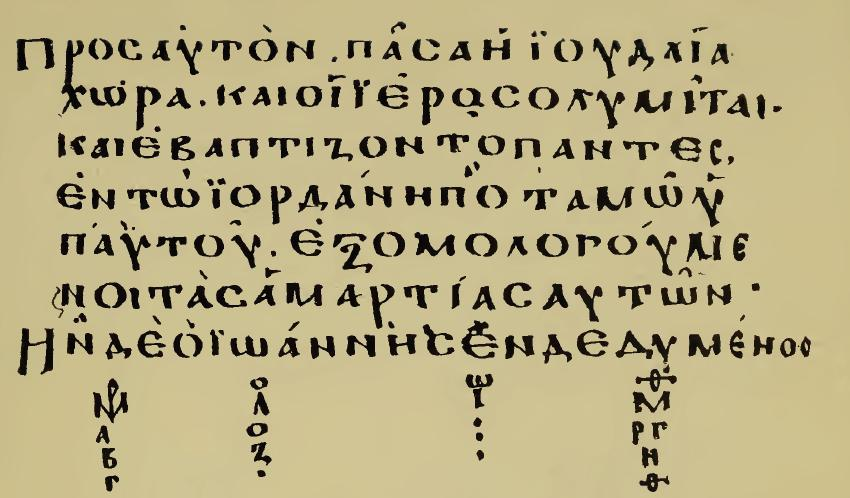
Markus 1:5-6 i Codex Basilensis

Codex Basilensis (Nestle–Aland nr. E eller 07; Universitetet i Basel, AN III 12) är en handskrift från 700-talet som innehåller fyra evangelier. Codex Basilensis innehåller 318 pergamentblad , med några luckor (Lukas 1,69-2,4, 3,4-15, 12,58-13,12, 15,8-20, 24,47-fin).

## Fotnoter och referenser
1. ↑  Kurt und Barbara Aland, Der Text des Neuen Testaments. Einführung in die wissenschaftlichen Ausgaben sowie in Theorie und Praxis der modernen Textkritik. Deutsche Bibelgesellschaft, Stuttgart 1989, s. 119. ISBN 3-438-06011-6
2. ↑  Gregory, Caspar René (1900). Textkritik des Neuen Testaments. "1". Leipzig: J.C. Hinrichs’sche Buchhandlung. sid. 48. http://www.archive.org/stream/textkritikdesne00greggoog#page/n61/mode/2up